# Петреј
Петреј (грч. Πετραιος) је у грчкој митологији било име више личности.

## Етимологија
Име Петреј има значење „од стене“.

## Митологија
- У Овидијевим „Метаморфозама“, био је један од кентаура који је присуствовао Пиритојевом венчању и где се борио против Лапита. Убио га је младожења.[2][3]
- Према Нону, био је један од сатира који се борио уз Диониса на његовом походу на Индију.[4]
- Нон га је такође убрајао међу ламоске кентауре.[5]
- Ово је такође и надимак Посејдона који су му дали становници Тесалије, јер се веровало да је он раздвојио стене између којих је река Пенеј отицала у море. О овоме је писао Пиндар.[6]